# Laos na Letnich Igrzyskach Olimpijskich Młodzieży 2010
Laos na Letnich Igrzyskach Olimpijskich Młodzieży w Singapurze w 2010 reprezentowało 3 sportowców w 3 dyscyplinach.

## Skład kadry

### Badminton
- Phetphanom Keophiachan

### Lekkoatletyka
- Sitthideth Khanthavong

### Pływanie
- Daoheuang Inthavong
  - 50 m st. grzbietowym - 22 miejsce w kwalifikacjach (41.22)
  - 100 m st. grzbietowym - 36 miejsce w kwalifikacjach (1:29.89)